# Аганіппа

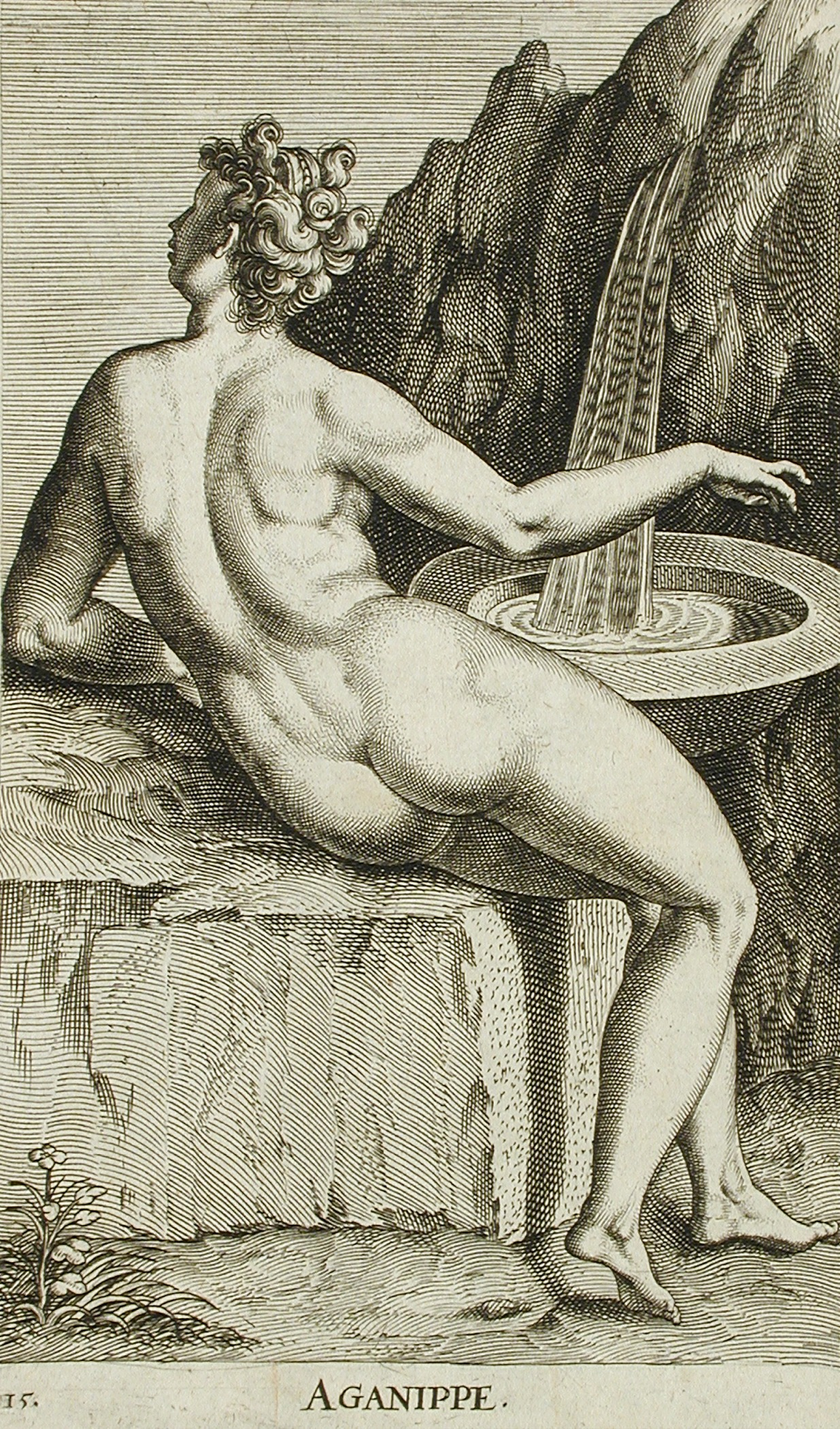
Аганіппа
(Ф. Галле, 1587).

Агані́ппа (грец. Αγανίππη, Aganippe) — джерело в Греції, в Беотії, на горі  Гелікон. У грецькій міфології — наяда (річкова німфа), дочка річкового бога Термеса (Пермеса). Надихала поетів, що пили воду з її джерела. Музи, що мешкали на Геліконії біля цього джерела називалися аганіпідами. У «Теогонії» Гесіода згадується як «блакитна криниця, джерело». Так само згадується у працях Павсанія, Вергілія. Овідій вважав її проявом Гіппокрени.
Пісню свою почнемо ми від муз геліконських, що мають

На Геліконі житло, на великій горі божественній,

Попри блакитну криницю своїми стрункими ногами

Довкола вівтаря Зевса могутнього танці виводять,

Гарні скупавши тіла у холодних Термесових хвилях

Або в воді Гіпокрени, чи в хвилях святого Ольмея.

Аж на вершок Гелікону виводять свої хороводи,

Гарні, чарівні, дрібцюючи ніжними мірно ногами.

Відси, окутані млою густою, вони вилітають,

Поночі понад землею виводять прегарнії співи.
Гесіод. Теогонія. Вірші 1-10.